# Gerald Grosvenor, 4:e hertig av Westminster
Gerald Hugh Grosvenor, 4:e hertig av Westminster, född 13 februari 1907, död 25 februari 1967 i Chester, var son till lord Hugh William Grosvenor (1884-1914) och hans maka lady Mabel Chrichton (1882-1944), sonson till Hugh Lupus Grosvenor, 1:e hertig av Westminster (1825-1899) och hans andra maka lady Katherine Cavendish.
Han var innehavare av pärskapet hertig av Westminster från 1963 till 1967. 
Gift 1945 med Sally Perry (1910-1990). Barnlös.